# 브라니슬라브 누시치
브라니슬라브 누쉬치(Branislav Nušić)는 세르비아의 극작가, 수필가, 소설가이다. 세르비아를 대표하는 극작가 중 한 명으로 꼽히며, 해학과 풍자를 섞은 희극으로 큰 성공을 거두었다.

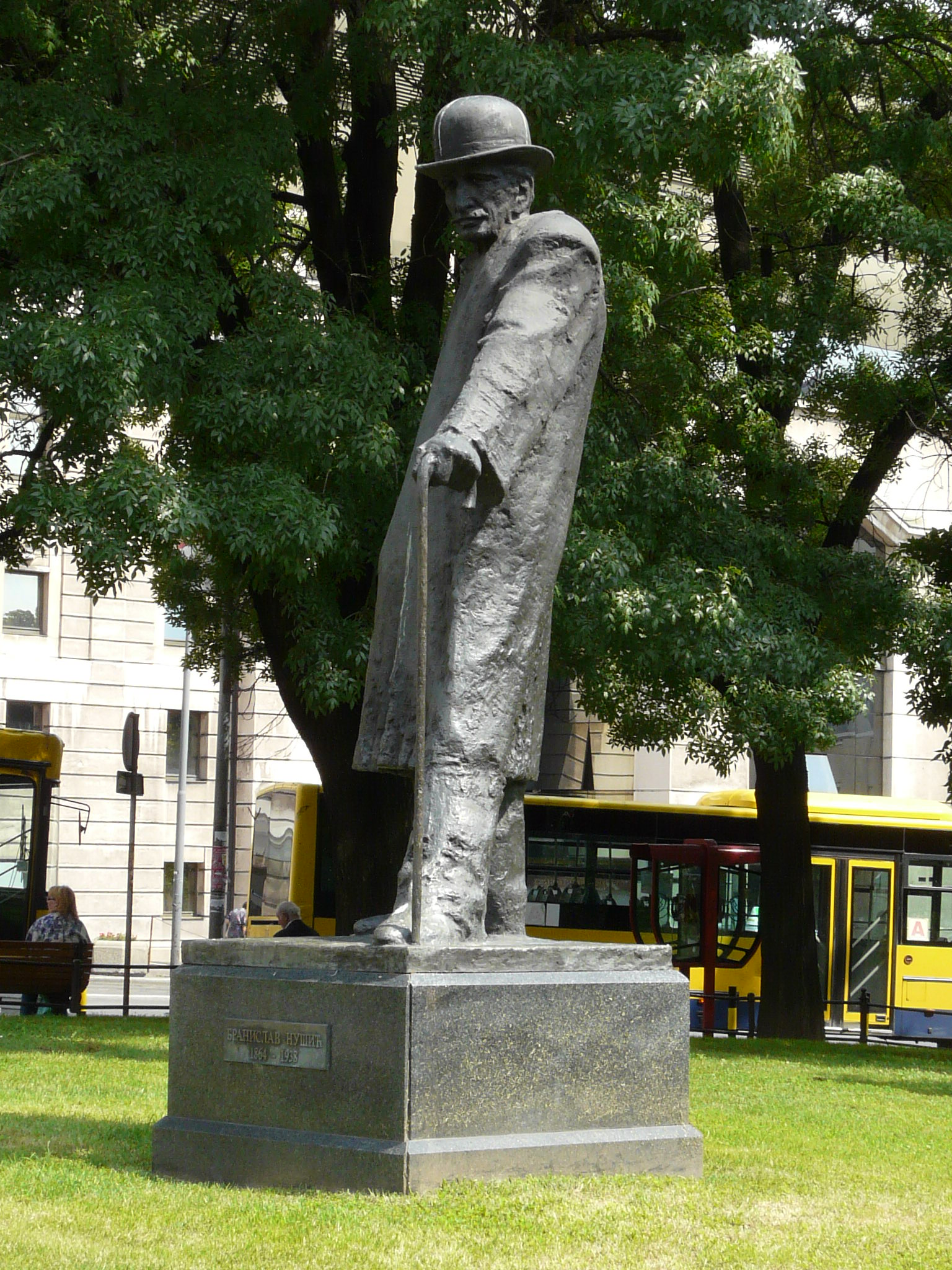
베오그라드의 누시치 동상